# 香港2010年11月

## 11月1日
- 房屋署成立一支特別隊伍，本月起嚴格審查公屋住戶的入息和資產申報個案[1]。
- 運輸及房屋局局長鄭汝樺重申，復建居屋並不能解決樓價高企的問題[2]。

## 11月2日
- 藥劑業及毒藥管理局決定取消所有含西布曲明藥品的註冊，因有研究顯示肥胖及過重病人在使用含西布曲明藥物後較易出現心臟血管問題[3]。

## 11月3日
- 政府委託的顧問提出將紅隧私家車收費增加5至25元，東隧減價5至20元，將有效改善三條過海隧道流量不均的問題[4]。
- 香港立法會促請中央政府釋放諾貝爾和平獎得主劉曉波的動議遭否決。民建聯指劉獲獎是外國政治勢力干預中國事務[5]。
- 英籍港人曾敏傑，上周三駕車前往玉樹運送物資給災民，疑因雪路濕滑，車子失控衝落山坡當場死亡。遺體今日已運抵北京[6]。
- 海關關員袁偉祥等候換肝。在願意捐肝者當中，1人適合捐肝的機會甚高，最快今晚可以進行移植。

## 11月4日
- 醫院管理局委任梁栢賢出任行政總裁，下星期一生效，任期3年[7]。
- 海關關員袁偉祥執勤時受傷導致肝臟爆裂，在瑪麗醫院完成換肝手術，與捐出活肝的海關督察許細文，在瑪麗醫院深切治療部留醫，情況穩定[8][9]。

## 11月5日
- 新城廣播、鳳凰優悅及雄濤廣播獲政府批出數碼廣播牌照，預料2012年中可提供服務；香港電台亦會同時開始提供數碼廣播[10]。
- 美國的量化寬鬆政策令美元下跌，熱錢流入香港，恒指連續第五日上升，挑戰二萬五千點[11]。

## 11月6日
- 大家樂集團宣布，即時收回職工薪資不計算用膳時間的安排，加薪則維持。集團表示有關決定是為了維持社會和諧及釋除公眾疑慮。職工盟亦決定取消下周二舉行的「罷食大家樂」行動[12]。

## 11月7日
- 香港業餘游泳總會計劃明年恢復停辦超過30年的維港渡海泳[13]。
- 香港足球代表隊在廣州亞運足球分組賽E組，以1:1打和阿聯酋；大批香港球迷特地到廣州為港隊打氣[14]。
- 社民連召開特別大會，議決由成員任亮憲提出的解散並重選內閣動議；大會最終否決有關動議[15]。

## 11月8日
- 成功接受捐肝的海關關員袁偉祥，繼續在瑪麗醫院深切治療部留醫，恢復飲食，並維持排尿，主診醫生盧寵茂說，袁偉祥情緒穩定，但誤以為自己經已逝世，叫醫生做閻王大人[16]

## 11月9日
- 電子動態版《清明上河圖》一連三周在亞洲博覽館展出[17]。
- 亞運會臨時申辦委員會建議即使不提升沙田、元朗及大埔的室內體育館，亦足可舉辦亞運會；申辦開支亦可以由原先預計的137至145億，減至少於60億[18]。
- 香港隊在廣州亞運男子足球分組賽，以1:0擊敗烏茲別克，郭建邦開出角球，陳偉豪乘對方門將失誤射入空門，港隊領先1:0至完場。香港隊在小組排名第二，晉級次圈機會高。[19]

## 11月10日
- 勞工及福利局長張建宗宣布，行政會議接納最低工資為每小時28元，全年工資增幅為33億元，預計明年5月起實施。[20]

## 11月11日
- 曾蔭權委任20名非政府人士，擔任關愛基金督導委員會成員，任期至2012年12月31日[21]。
- 環球貿易廣場地盤去年發生的升降機槽工作台意外，6名清潔工人死亡；三間承建商僅被判罰9萬多元至93萬多元[22]。
- 天主教香港教區發表聲明，為「魔鬼論」事件導致長實主席李嘉誠不快感到遺憾[23]。
- 香港隊在廣州亞運男子足球分組賽，以4:1擊敗孟加拉，繼1958年來再次晉身淘汰賽[24]。

## 11月12日
- 環保署決定放寬停車熄匙的規限，豁免的士站的所有的士均毋須熄匙；這些放寬豁免的新建議將交由立法會討論[25]。
- 行政會議召集人梁振英在中文大學演講，回應大學生提問時指出已故中國領導人鄧小平應該獲得諾貝爾和平獎。他的言論引發社會爭議，有學生表示完全不認同梁的看法，學者表示梁的言論難獲市民認同。[26]

## 11月13日
- 患有糖尿病的資深藝人羅君左病逝，終年51歲[27]，市民在Facebook設悼念專頁[28][29]。
- 香港單車隊女將李慧詩在女子場地單車500米計時賽奪得港隊在今屆亞運的第一面金牌，兼打破亞洲紀錄[30]。
- 香港游泳隊女將（韋漢娜、施幸余、馬希彤及劉彥恩）以接近1秒的優勢力壓南韓隊，奪得4x100米混合泳接力銅牌。這是港隊在今屆亞運的第二面獎牌[31]。

## 11月14日
- 聯合國難民署籌款部首次在大埔舉行「火上行2010」活動發生罕見意外，34名中外參加者赤腳走過一堆燒過的熱炭以體驗人生，但有14名男女灼傷腳板底起泡，在場醫生檢驗後報警，傷者被送公立和私家醫院治理。[32]
- 廣州亞運，單車選手張敬樂及武術選手鄭天慧，分別在男子單車個人追逐賽和女子劍術槍術全能項目中，為港隊增添兩面銀牌[33]。
- 香港游泳隊女將（施幸余、于蕙婷、歐鎧淳和韋漢娜）繼首日賽事後，再於4x100米自由泳接力賽奪得銅牌[34]。
- 香港桌球隊的吳安儀、葉蘊妍及蘇文欣，在女子「6紅球士碌架」團體決賽中，以3比1擊敗中國隊，奪得港隊在今屆亞運的第二面金牌[35]。

## 11月15日
- 行政長官曾蔭權在日本出席第十八屆亞太區經濟合作組織會議後，將於11月15及16日休假。[36]
- 亞運足球16強賽事，阿曼以3:0淘汰港足，港隊16強止步。[37]
- 香港武術選手賀敬德在亞運武術南拳南棍全能賽事中取得一面銀牌[38]。
- 一年一度維園年宵攤位競投，被視為維園快餐「檔王」迅速以38萬成交，較去年下跌逾兩成%。[39]
- 鑑於美國加強對入口郵件付運所實施的航空保安措施，由香港至美國的所有空郵服務（包括特快專遞）將會有所延誤，直至另行通告為止。[40]

## 11月16日
- 立法會保安事務委員會召開緊急會議，跟進大亞灣核電站輻射洩漏事故。[41]
- 捲入貪污案的無綫電視業務總經理陳志雲復職。[42]
- 國泰航空與港龍航空宣布，香港員工將加薪4%至4.5%，並獲得一個月年終獎金。[43]
- 香港單車隊（張敬樂、張敬煒、蔡其皓及郭灝霆）在亞運男子團體追逐賽決賽中不敵南韓隊，僅奪一面銀牌[44]。
- 香港武術選手耿曉靈在亞運女子長拳奪得金牌[45]。
- 港隊桌球代表吳安儀在女子士碌架六紅球賽奪得一面銅牌[46]。
- 兩名香港單車選手代表在亞運場地記分賽中，與多名車手意外相撞；其中，刁小娟的肩膀脫骹需要退出賽事，而黃蘊瑤則在負傷後忍痛堅持作賽，最終奪得銀牌。正值休假的香港行政長官曾蔭權在facebook網頁中，稱讚黃蘊瑤堅忍不拔的體育精神，值得尊敬和學習[47]。

## 11月17日
- 香港證實一宗由外地傳入的H5N1甲型流行性感冒個案，患者是一名女子，正在留醫，情況嚴重。[48]
- 天水圍醫院2016年落成[49]
- 立法會休會辯論趙連海案[50]
- 審計署審計報告揭露：
  - 直資學校帳目混亂 [51]
  - 社區投資共享基金無跟進計劃持續性[52]
  - 戒毒中心工作量不平均 [53]
  - 食環署及房署部份人員病假多 [54]
- 香港單車隊的黃金寶和李慧詩在亞運第5日賽事，為港隊增添1銀1銅獎牌[55]。
- 香港足球代表隊在大球場與巴拉圭國家足球隊進行友誼賽，大敗0:7[56]。

## 11月18日
- 將軍澳真道書院回應審計署的批評，澄清動用資金購置物業前，已獲學校管理委員會授權[57]。
- 香港代表在亞運的單車、劍擊及划艇項目，取得1金2銀1銅三面獎牌；其中陳振興山地單車賽事勇奪金牌[58]。

## 11月19日
- 香港天文台在下午2時42分在后海灣錄得一次黎克特制2.8級的地震。當局接獲過百宗市民的報告，大部分指新界西及北地區感到震動。 星岛日报、香港商業電台 （页面存档备份，存于）
- 民航處批准三間航空公司調高航空客運燃油附加費。新收費有效期由12月1日至12月31日。[59]
- 政府將引入「額外印花稅」，以遏抑住宅物業投機。[60]
- 香港代表在亞運的單車、乒乓球及羽毛球項目，取得1金1銀1銅三面獎牌；其中王史提芬在BMX單車賽事贏得金牌[61]。

## 11月20日
- 廣播處長黃華麒，以健康問題，決定明年二月合約屆滿後不再續約，麥麗貞和香港電台製作人員工會等人反對公開招聘廣播處長。[62][63]
- 有市民不滿政府以不誠實手法，誤導市民支持申辦2023年亞運會。 [64]
- 本港確診7年來首宗H5N1禽流感病例，確診感染H5N1禽流感的女病人，情況仍然嚴重，但已有好轉跡象。 [65]
- 香港滑浪風帆代表陳敬然、陳慧琪及陳晞文在廣州亞運奪得1金2銀[66]。
- 香港桌球手傅家俊在亞運士碌架決賽擊敗中國的丁俊暉，為港隊取得本屆第7金，金牌數目已超過4年前的多哈亞運[67]

## 11月21日
- 今天「長者日」，年滿65歲或以上長者只需出示長者咭，便可免費乘搭九巴、新巴、城巴及龍運巴士路線；亦可憑長者八達通，免費乘搭港鐵[68]。
- 精英運動員協會支持香港申辦2023年亞運會，並指申辦有助推動本港運動發展[69]。
- 香港首席壁球手歐詠芝在廣州亞運壁球女單決賽以1:3敗於世界第一的球手妮高，取得一面銀牌[70]。
- 香港劍擊隊在廣州亞運女子佩劍團體賽再添一面銅牌[71]。

## 11月22日
- 當局研究快速口腔液測試打擊藥後駕駛[72]
- 高院駁回梁國雄及陶君行襲警案上訴[73]
- 曾蔭權赴廣州觀看港隊壁球賽事 [74]
- 香港首席單車手黃金寶在男子個人公路賽中，衝線時遭南韓車手干擾以第二名衝線，及後上訴成功，奪得金牌；這是港隊今屆廣州亞運的第八面金牌[75]。
- 香港代表在廣州賽事再憑保齡球、馬術及劍擊奪得3面銅牌[76]。

## 11月23日
- 保安局呼籲市民切勿前往南韓延坪島[77]
- 曾蔭權蟬聯最熟悉政治人物 [78]
- 環保署當天早上7時在中環的路邊監測站，錄得空氣污染指數141，屬甚高水平。 [79]
- 審計報告指，有直資學校出現帳目混亂，涉及的學校分別是德望學校、德信中學、大埔三育中學及真道書院。[80]
- 香港代表在亞運賽事再添1銀2銅。其中，男子欖球隊不敵日本奪得銀牌；而劍擊隊則憑男子花劍團體及女子重劍團體賽事贏得2面銅牌[81]。

## 11月24日
- 一對父母自2008年起拒讓兒子上學，違反入學令罪成，父親被判囚3個月。兩人不服提出上訴，高等法院今改判父親接受120小時社會服務令，母親則接受兩年感化[82]。
- 浸會大學的調查發現，約六成二受訪的中學生及大專生，支持香港申辦亞運會[83]。
- 廣州亞運，香港男子壁球隊在準決賽不敵馬來西亞，取得一面銅牌[84]。

## 11月25日
- 美國食品及藥物管理局最近要求藥物生產商，自願將所有含丙氧吩的產品撤出美國市場，香港當局表示關注。[85]
- 大快活指租金食物成本增要加價2至3%[86]
- 山頂纜車11月29至30日暫停服務期間，公共運輸會加強服務和其他措施，以作配合。[87]

## 11月26日
- 沙田至中環綫刊憲，成本增加落成年份推遲 [88]
- 專線小巴協會建議政府容許綠色小巴由16座位增加到20座，承諾三年內不加價，以及提供長者優惠。[89]
- 城規會否決首宗廠廈改建骨灰龕場 [90]
- 立法會交通事務委員會通過沒有約束力的動議，反對九巴和龍運巴士公司申請大幅加價8.6%和7.4%。[91]
- 大埔恩主教書院一名學生，在校內豪派4萬元現金和8部iPhone，換取同學向他稱呼一聲「軒哥」以逞威風，事件引起社會和教育界討論。[92]

## 11月27日
- 八幅骨灰龕用地數月內公布 [93]
- 廣州亞運，香港女子壁球隊在決賽不敵馬來西亞屈居亞軍，名將趙詠賢於亞運後宣佈退役[94]。

## 11月28日
- 一項以「當下．活在」為題的國際海報展覽，將由今日起至明年5月23日在香港文化博物館舉行。 [95]
- 警方重案組接手調查城門郊野公園發現女屍案，機動部隊正封鎖現場調查。 [96]
- 屯門居民反對區內建焚化爐擴建堆填區 [97]
- 支聯會進行改選，正留院接受癌病治療的司徒華獲一致支持，連任主席[98]。

## 11月29日
- 單車安全運動今日展開 [99]
- 山頂纜車今日暫停服務，公共運輸會加強服務和其他措施，以作配合。[87]
- 國泰航空一架編號CX270的波音747-467客機，由 阿姆斯特丹出發直飛香港，機上載有306人和20名機組人員，於啟航後6小時，機艙加壓系統出現故障，機員遂執行指定安全程序，開啟乘客座位的氧氣罩，並轉飛最近的哈薩克卡拉幹達機場。國泰拒絕了停飛同型號飛機的建議。[100]

## 11月30日
- 酒牌局將於今日舉行會議，討論三宗酒牌新申請個案。[101]
- 山頂纜車今日暫停服務，公共運輸會加強服務和其他措施，以作配合。[87]